# Наднова, що вибухає внаслідок нестабільності народження електрон-позитронних пар

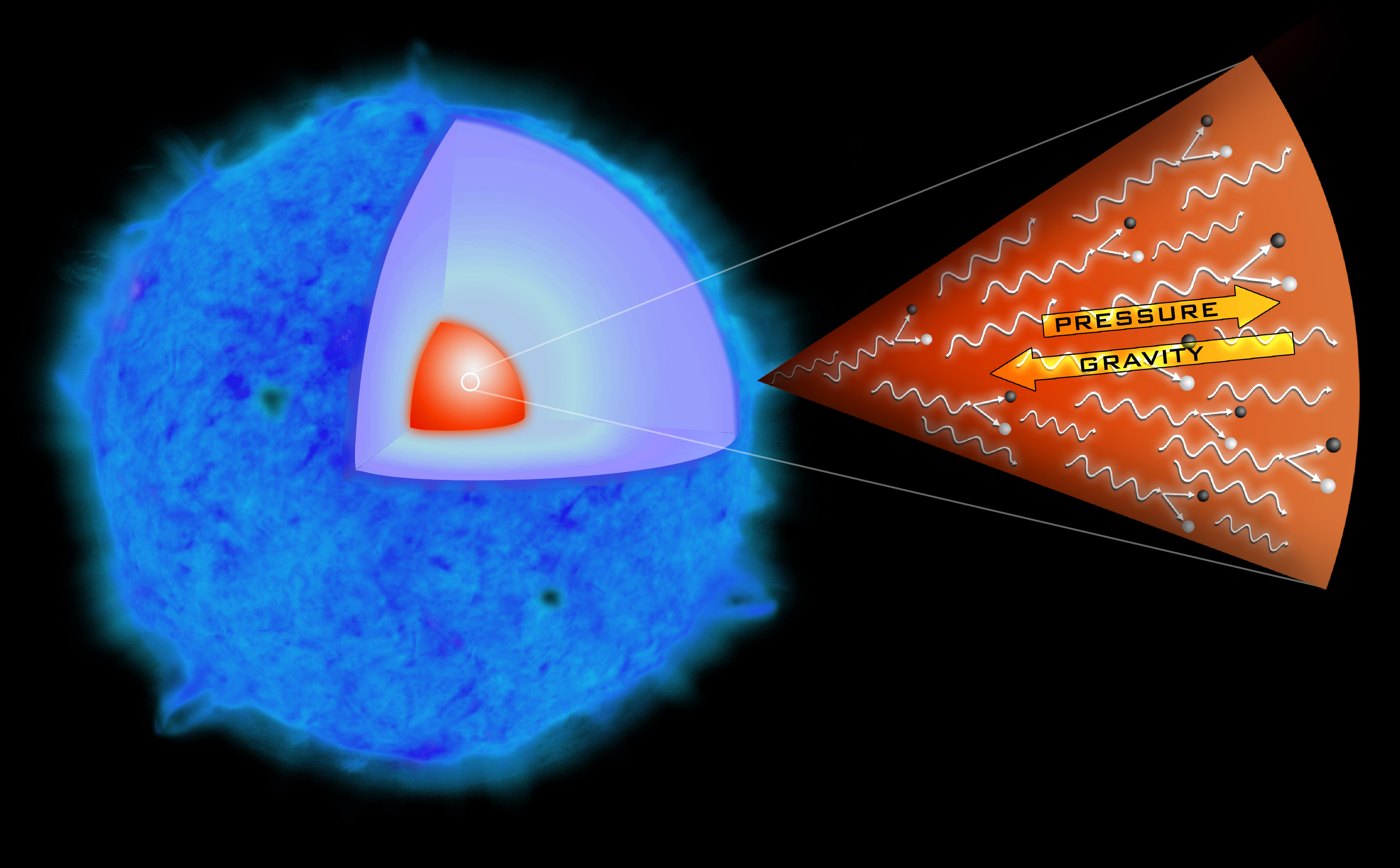
Ілюстрація пояснює явище наднової, що вибухає внаслідок нестабільності електрон-позитронних пар. У ядрах дуже масивних зір, чия зоряна маса перевищує 120 мас Сонця, енергія згенерованих гамма-променів є достатньою для утворення пар частинка-античастинка. При цьому в зоряному ядрі зменшується кількість квантів гамма-випромінювання, що призводить до зменшення тиску світла й ядро колапсує під дією власної потужної гравітації. Колапс ядра, у свою чергу, призводить до вибуху зорі як наднової, у результаті якого весь матеріал зорі викидається в навколишній простір у вигляді газу і від неї більше нічого не залишається.

Наднова, що вибухає внаслідок нестабільності народження електрон-позитронних пар, трапляється, коли народження електрон-позитронних пар завдяки взаємодії високоенергетичних гамма-променів з атомними ядрами зменшує тиск світла в ядрі надмасивної зорі. Якщо тиск випромінювання в зоряному ядрі зменшується, немає іншої сили, здатної протидіяти силі гравітації, тому ядро частково стискається. Це стискання прискорює ядерні реакції горіння важких елементів у зоряному ядрі, що призводить до потужного термоядерного вибуху, який викидає весь зоряний матеріал у навколишній простір, не залишаючи жодного залишку (ніякої чорної діри), окрім викинутого вибухом газу. Явище вибуху наднової цього типу може мати місце лише у випадку надмасивних зір із масами у проміжку від 130 до 250 мас Сонця, які мають низьку металічність (низький вміст хімічних елементів, важчих за гелій). Описаний тип наднової є теоретичною моделлю, проте астрономи вважають, що спостережувані об'єкти SN 2006gy і SN 2007bi виникли саме в результаті вибуху наднової, спричиненого нестабільністю електрон-позитронних пар.

## Фізика

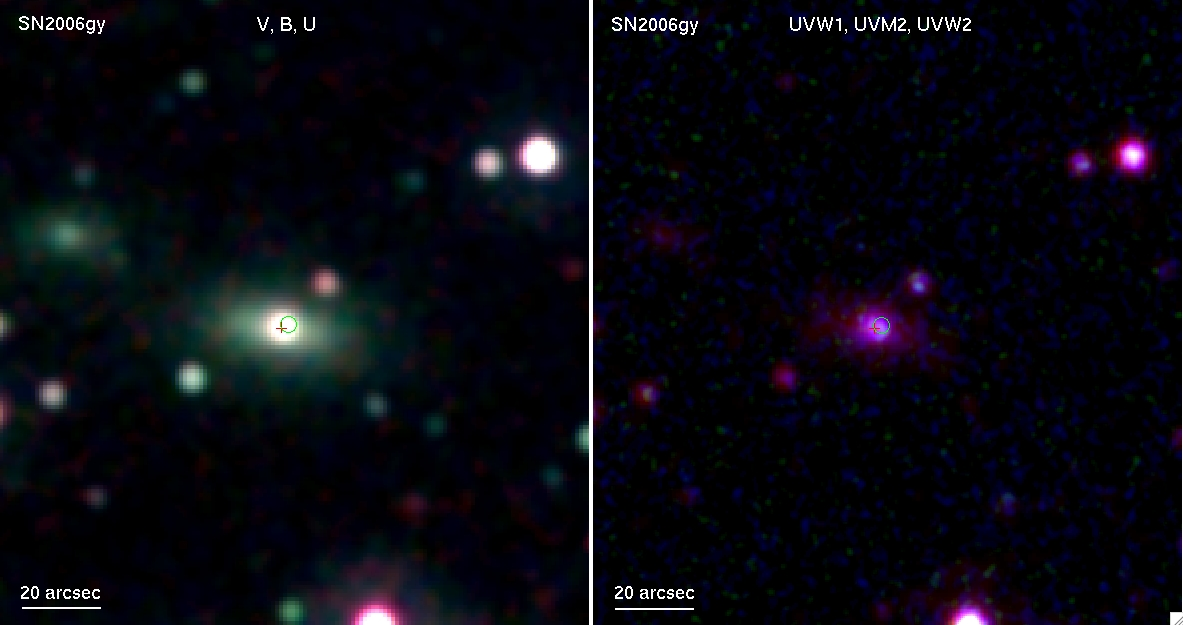
Комбінована світлина об'єкту SN2006gy з його зображень отриманих космічним телескопом Свіфт в фотометричних смугах UBV.

### Тиск фотонів
У ядрах дуже масивних гарячих зір тиск гамма-променів, які генеруються в процесі перетікання там ядерних реакцій горіння водню, урівноважує гравітаційний тиск верхніх шарів зорі. У такому стані зоря перебуває в динамічній рівновазі й може існувати. Проте, коли тиск випромінювання в зоряному ядрі внаслідок певних причин зменшується, ядро виходить зі стану рівноваги й гравітаційна сила намагається його стиснути, що може призвести до гравітаційного колапсу ядра.

### Генерування гамма променів
Генерування гамма променів відбувається в процесі ядерних реакцій горіння водню, у процесі яких він перетворюється на важчі елементи, аж до заліза, у зоряних надрах. Згідно із законом Стефана-Больцмана, загальний потік випроміненої енергії є пропорційним температурі T4 середовища, де ця енергія була згенерована, а згідно із законом зміщення Віна, максимум випроміненої енергії припадає на довжину хвилі, що обернено пропорційна до цієї ж температури. Тому, чим гарячіше зоряне ядро, тим більше енергії там генерується й тим більше буде високо енергетичних гамма квантів, чия довжина хвилі є дуже малою.

### Утворення пар частинка-античастинка
Народження пар частинка-античастинка відбувається внаслідок електромагнітної взаємодії гамма-випромінювання з ядрами атомів. Для певного середовища ефективний переріз народження пар суттєво залежить від енергії гамма-фотонів, оскільки чим більша енергія гамма-променів, тим більша ймовірність їх взаємодії з атомними ядрами при розповсюдженні світла. За високих енергій гамма-променів цієї енергії достатньо для народження електрон-позитронних пар. При цьому енергія випромінювання частково перетворюється на масу, оскільки утворюються рівна кількість частинок та античастинок із ненульовою масою.
Народжені в парі електрон і позитрон через досить короткий проміжок часу анігілюють, продукуючи гамма-фотони, які матимуть довільний напрямок розповсюдження. Таким чином, швидкість перенесення енергії випромінювання назовні від зоряного ядра залежить від середньої дистанції вільного розповсюдження гамма-променів між двома послідовними випадками народження електрон-позитронних пар.

### Поглинання гамма-променів
Середня дистанція вільного розповсюдження гамма-променів залежить також від хімічного складу матеріалу та його густини, оскільки від цих характеристик залежить його оптична товщина. Так, атом водню має малий ефективний переріз взаємодії зі світлом і, відповідно, водневий прошарок матеріалу має малу оптичну товщину. Водночас метали мають великий ефективний переріз взаємодії зі світлом і, відповідно, прошарок матеріалу з великим вмістом металів має велику оптичну товщину.
Для низько-енергетичних гамма-квантів домінує їх комптонівське розсіювання на ядрах атомів. Зі збільшенням енергії гамма-квантів ефективність комптонівського розсіювання зменшується і вони в середньому розповсюджуються на більшу відстань. При подальшому зростанні енергії гамма-квантів досягається момент, коли енергія фотона перевищує поріг народження електрон-позитронних пар. За ще більших енергій гамма-квантів ефективність народження пар суттєво зростає й середня довжина їх вільного пробігу зменшується. 

## Нестабільність зоряного ядра
Чим вища температура зоряного ядра, тим більше високо-енергетичних гамма-квантів ним продукується. При досить високих енергіях гамма-квантів процес народження електрон-позитронних пар стає домінуючим, що призводить до різкого зменшення середньої довжини їх вільного пробігу й відповідно до збільшення локальної температури, бо передача енергії назовні уповільнюється. Таким чином, цей процес набуває обвального характеру, оскільки за вищої температури продукуються гамма-кванти ще більшої енергії, що, у свою чергу, підвищує ефективність народження пар — середня довжина вільного пробігу гамма-квантів зменшується і, відповідно, йде подальше зростання температури. Процес йде по замкненому колу й призводить до невпинного зростання температури у зоряному ядрі.
Водночас на периферії зоряного ядра, де температури значно нижчі, ніж у його центрі, тиск гамма-випромінювання зменшується, бо менше гамма-квантів в одиницю часу може покинути зоряне ядро. Тому внаслідок дії гравітаційної сили під вагою зовнішніх шарів зоряне ядро стискається й ущільнюється, що призводить до подальшого зростання температури й густини матерії в його центрі.  

## Залежність вибуху наднової цього типу від інших характеристик зорі
Зорі з великою швидкістю осьового обертання або з великою металічністю теоретично не повинні вибухнути внаслідок нестабільності народження електрон-позитронних пар. Розвиток цієї нестабільності характерний для зір із порівняно малим обертанням і низькою металічністю. У випадку, коли надмасивна зоря була сформована в результаті зіткнення і злиття двох окремих зір із металічністю в проміжку від Z=0,02 до Z=0,001 й кінцева маса зорі буде більшою за 120 мас Сонця, то вона може закінчити свою еволюцію саме спалахом наднової цього типу, повністю розпорошивши весь зоряний матеріал в оточуючому просторі.
Зорі з великою металічністю можуть досягти лише певної максимальної маси, яка визначається межею Едінгтона, після чого така масивна зоря починає активно втрачати свою масу за рахунок потужного зоряного вітру. 

## Поведінка зорі
Опис поведінки надмасивної зоря в разі досягнення в її ядрі умов нестабільності пар частинка-античастинка можна знайти в кількох джерелах .

### Менше 100 мас Сонця
Для зір з масами меншими 100 мас Сонця енергія гамма-променів недостатня для продукування в зоряному ядрі електрон-позитронних пар. Якщо маса таких зір на стадії головної послідовності перевищує 8 мас Сонця, то врешті-решт вони закінчують свою еволюцію вибухом наднової II типу, або наднової I типу, якщо зоря входила до подвійної системи з обміном маси, з утворенням білого карлика, нейтронної зорі або чорної діри — залежно від початкової маси зорі. Зорі з масами більше 25 мас Сонця є досить гарячими й постійно втрачають масу за рахунок зоряного вітру. Згодом ядро такої зорі оголюється — зоря повністю втрачає водневу оболонку й вийходить на стадію зорі Вольфа-Райє, після чого продовжує свою еволюцію до вибуху наднової. 

### Від 100 до 130 мас Сонця
У зір із масами в проміжку від 100 до приблизно 130 мас Сонця коливання тиску і температури в зоряному ядрі можуть створити там умови для народження пар, але цей процес не встигає набрати лавиноподібного характеру. Коливання тиску й температури в ядрі зорі породжують зоряні пульсації, які, розповсюджуючись назовні, різко збільшують швидкість втрати зорею своєї маси (масивні зорі досить активно втрачають свою масу як на стадії свого перебування на головній послідовності, так і впродовж подальшої еволюції). Щось подібне спостерігається у зорі Ета Кіля. 
Швидка втрата маси зменшує загальну масу зорі й температура, і тиск у її ядрі частково зменшуються. Згодом пульсації затухають, і зоря повертається до рівноважного стану. Проте процес втрати зорею маси за рахунок зоряного вітру продовжується, до поки її ядро не оголиться (зоря вийде на стадію зорі Вольфа-Райє) і зоря продовжить свою еволюцію до вибуху наднової I або II типу. 

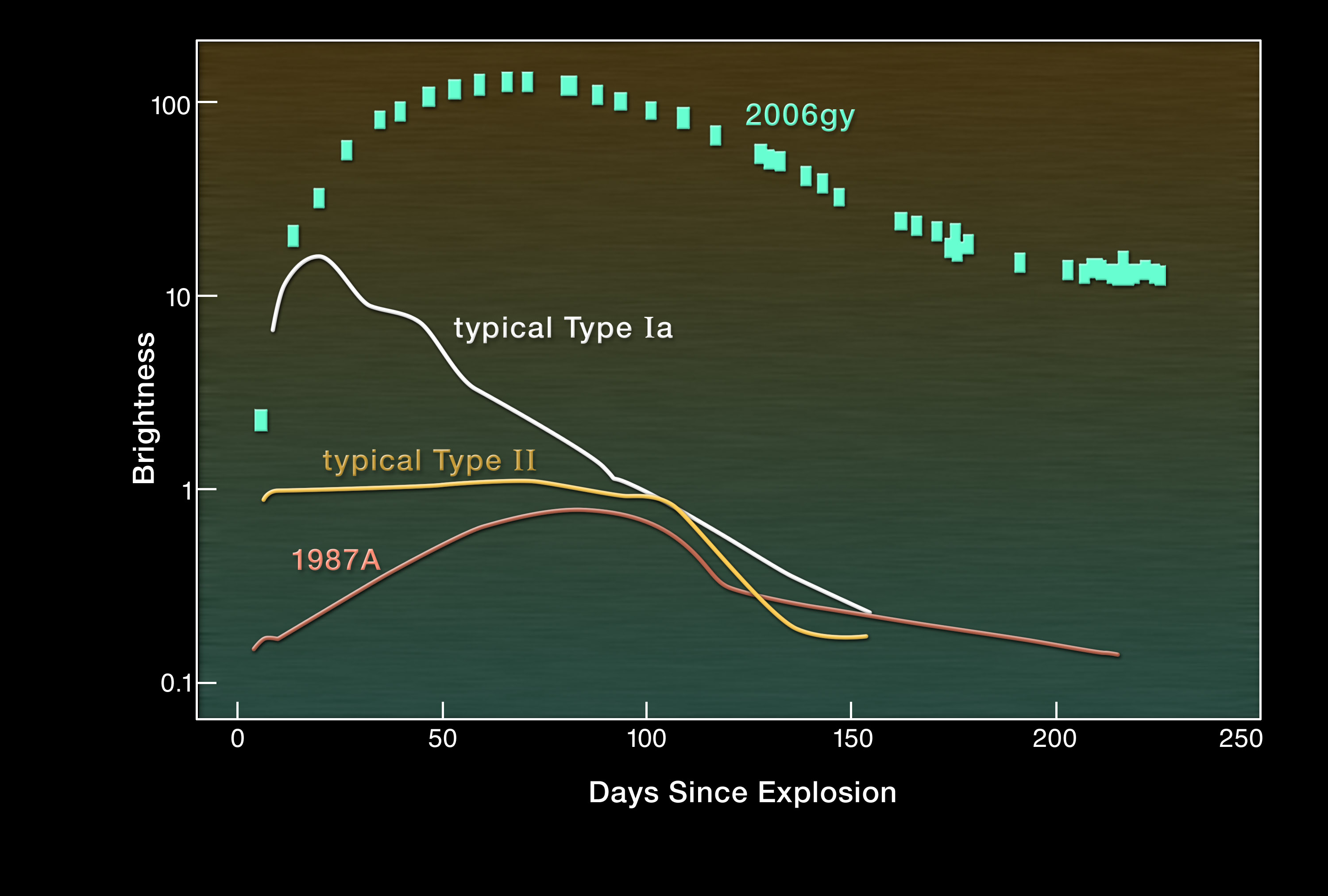
Порівняння кривої зміни блиску SN2006gy з кривими блиску властивими іншим типам наднових.

### Від 130 до 250 мас Сонця
У дуже масивних зір із масами в проміжку від 130 до приблизно 250 мас Сонця в зоряному ядрі створюються умови для лавиноподібного народження пар, що приводить до вибуху наднової цього типу. Унаслідок зменшення тиску гамма-випромінювання, енергія якого задіяна для народження пар, під дією сили гравітації ядро такої зорі колапсує, спричиняючи різке підвищення тиску й густини матерії, що, у свою чергу, прискорює перебіг реакцій термоядерного горіння елементів у ядрі й призводить, по суті, до термоядерного вибуху ядра. Оскільки вибух генерується безпосередньо в центрі ядра такої зорі, а його енергія значно перевищує гравітаційну енергію зв'язку між усіма атомами зорі, то матеріал такої зорі повністю викидається вибухом у навколозоряний простір. Тому після вибуху наднової цього типу не залишається жодного компактного тіла на кшталт чорної діри або нейтронної зорі, а залишається лише величезна бульбашка гарячого газу збагаченого важкими елементами. Серед важких елементів, що потрапляють до газової хмари, можна назвати радіоактивний ізотоп нікелю-56, котрий розпадається з періодом напіврозпаду близько 6,1 доби утворюючи кобальт-56. У свою чергу, кобальт-56 перетворюється через ланку послідовних розпадів на стабільний ізотоп залізо-56, спектральні лінії якого можна спостерігати у спектрі випромінювання газової бульбашки. Сама газова бульбашка світиться завдяки зіткненням швидких атомів викинутого вибухом гарячого газу з повільними атомами холоднішого газу міжзоряного середовища, а також завдяки енергії радіоактивного розпаду ізотопів важких елементів, згенерованих у процесі вибуху наднової.

### Понад 250 мас Сонця
Якщо маса зорі перевищує 250 мас Сонця, її швидка еволюція теоретично приводить до утворення масивного гелієвого ядра з масою більше 133 мас Сонця. За таких умов ефективно відбуваються ендотермічні ядерні реакції, даючи ядру змогу уникнути розриву термоядерним вибухом й сколапсувати до чорної діри. 